# Rhus vestita
Rhus vestita — вид квіткових рослин родини фісташкових (Anacardiaceae). Поширений у Мексиці та Гватемалі.